# NGC 5182
NGC 5182 is een balkspiraalstelsel in het sterrenbeeld Waterslang. Het hemelobject werd op 13 mei 1834 ontdekt door de Britse astronoom John Herschel.

## Synoniemen
- ESO 444-62
- MCG -5-32-34
- IRAS13278-2753
- PGC 47489